# Starksia posthon
Starksia posthon е вид лъчеперка от семейство Labrisomidae.

## Разпространение
Видът е разпространен по тихоокеанското крайбрежие на Централна Америка от Коста Рика до Панама.

## Описание
Тази риба достига до 4 см на дължина.